# Даниэль, Роже
Роже Даниэль (фр. Roger Daniel, 18 мая 1915, Гавр — 21 апреля 1999, там же) — французский шахматист. Чемпион Франции 1942 г. Серебряный призер чемпионатов Франции 1941, 1945 (по дополнительным показателям уступил чемпионство С. Бутвилю), 1949, 1951 гг. Бронзовый призер чемпионата Франции 1943 г. В составе сборной Франции участник ряда международных матчей.
Научился играть в шахматы в возрасте 13 лет. В 1932 г. стал чемпионом Гавра, в 1938 г. — чемпионом Нормандии.
Также известен по участию в заочных соревнованиях. Был чемпионом Франции по переписке (1941—1942 гг.), в послевоенные годы участвовал в заочных соревнованиях европейского уровня.

## Спортивные результаты
| Год                       | Город     | Соревнование                                         | + | − | = | Результат | Место |
| ------------------------- | --------- | ---------------------------------------------------- | - | - | - | --------- | ----- |
| 1938                      | Ницца     | Турнир французских шахматистов                       |   |   |   |           |       |
| 1941                      | Париж     | Чемпионат Франции                                    |   |   |   |           | 2     |
| 1942                      | Париж     | Чемпионат Франции                                    |   |   |   |           | 1     |
| 1943                      | По        | Чемпионат Франции                                    |   |   |   |           | 3—6   |
| 1945                      | Рубе      | Чемпионат Франции                                    |   |   |   |           | 1—2   |
| 1946                      |           | Радиоматч Франция — Австралия (против М. Голдстейна) | 0 | 0 | 1 | ½ из 1    |       |
|                           |           | Матч Франция — Швейцария (против П. Лоба)            | 2 | 0 | 0 | 2 из 2    |       |
| 1947                      | Париж     | Матч Франция — Чехословакия (против Я. Флориана)     | 0 | 2 | 0 | 0 из 2    |       |
| 1949                      | Безансон  | Чемпионат Франции                                    |   |   |   |           | 2—3   |
| 1951                      | Виши      | Чемпионат Франции                                    |   |   |   |           | 2     |
| СОРЕВНОВАНИЯ ПО ПЕРЕПИСКЕ |           |                                                      |   |   |   |           |       |
| 1941—1942                 | 1941—1942 | Чемпионат Франции по переписке                       |   |   |   |           | 1     |